# Live Bait
Live Bait (anteriormente intitulado Ascensão) é o sexto episódio da quarta temporada da série de televisão de terror e drama pós-apocalíptico The Walking Dead. Foi exibido originalmente em 17 de novembro de 2013, no canal de televisão AMC, nos Estados Unidos. No Brasil, o episódio estreou em 19 de novembro de 2013, no canal Fox Brasil. Live Bait foi escrito por Nichole Beattie e dirigido por Michael Uppendahl.
O episódio é centrado no personagem O Governador, interpretado pelo ator britânico David Morrissey, que se isolou da sociedade depois de matar todos do seu exército. Ele passou a vagar sem rumo pelas estradas da Geórgia, até encontrar uma pequena família de sobreviventes, vivendo também de forma isolada, em um prédio.

## Enredo
Em um flashback, O Governador (David Morrissey) foge depois de seu massacre contra o exército de Woodbury, ao lado de seus dois capangas mais confiáveis: Martinez (Jose Pablo Cantillo) e Shumpert (Travis Love). Mais tarde, eles montam acampamento no posto militar onde eles emboscaram os guardas nacionais meses antes. O Governador está sentado em frente a uma fogueira, quando uma mulher zumbi se aproxima dele. Ela cai no fogo, e começa a rastejar em direção a ele, e Martinez atira na cabeça dela. Martinez observa que O Governando nem sequer reage à zumbi aproximando-se dele ou o tiro subseqüente. Na manhã seguinte, ele e Shumpert decidem abandonar o Governador, deixando-o dormindo e a se defender por si mesmo. Ele, ao acordar e perceber que está sozinho, volta a Woodbury e incendeia a cidade inteira. Após vários meses sobrevivendo ao apocalipse zumbi, ele finalmente entra em colapso na rua. O Governador então avista uma menina em uma janela de um prédio de apartamentos. Ele entra no prédio e encontra a família Chambler, que está vivendo no interior do prédio. A família Chambler é formada por duas irmãs, Lilly (Audrey Marie Anderson) e Tara (Alanna Masterson), a filha de Lilly, Meghan (Meyrick Murphy) - a criança que o Governador viu na janela - e o pai das duas irmãs, David (Danny Vinson), que está com um câncer em estado terminal. Lilly e Tara, a princípio, agem com cautela na presença do Governador, principalmente ao verem que ele tem uma arma. Mas, em seguida, elas levam-no a um dos apartamentos vizinhos, depois de confiscar sua pistola, e ajudam-no com água e alimentação.
Depois de questionarem O Governador sobre como ele conseguiu sobreviver nos últimos meses, as irmãs perguntam-lhe quanto tempo ele pretende ficar no prédio. Ele responde que deseja passar apenas uma noite. Quando elas perguntam-lhe seu nome, O Governador mente dizendo chamar-se Brian Heriot (um nome que ele viu pintado em um celeiro durante sua caminhada na estrada). Mais tarde, Lilly oferece a ele um pouco de alimento. Ele aceita, mas depois que ela vai embora, ele joga o prato com comida para fora da janela, e em vez disso, começa a comer uma lata de atum que ele encontrou. Quando ele vai até o apartamento da família devolver o prato, é convidado a entrar. O Governador se senta, e assiste Meghan e David jogar um jogo improvisado de gamão. Após as duas irmãs tentarem ajudar David a levantar-se, Governador leva o idoso para o seu quarto, carregado em seus braços. David pede ao Governador que lhe faça um favor, buscando um conjunto de jogo de gamão que Bill Jenkins, um de seus companheiros de guerra, tinha em seu apartamento no andar acima. O Governador vai até o apartamento no andar de cima e  encontra o conjunto de gamão, assim como algumas caixas de munição. Em seguida, ele ouve um barulho no banheiro e encontra Bill Jenkins morto, deitado na banheira, transformado em zumbi. Ele misericordiosamente mata Bill, e percebe que há um revólver na mão do zumbi, levando-o com ele. Ele retorna ao apartamento da família Chambler e entrega a David o jogo de gamão.
Na manhã seguinte, Lilly acorda o Governador, para lhe devolver sua arma. Quando ela ofereceu a arma de volta, ele recusa, contando a ela que tomou a arma do zumbi no dia anterior. Lilly pede que ele faça mais um favor antes de ir embora. Ela conta que David tem câncer de pulmão e seu tanque de oxigênio atual está quase vazio, então ele precisa de um novo. Ela diz ao Governador que há um lar de idosos localizado nas proximidades, e pede a ele para pegar um ou dois tanques de oxigênio que estão por lá. Governador aceita fazer o favor, e vai até o lar de idosos. Ele encontra vários zumbis, mas foge de todos eles. Depois de encontrar um carrinho de tanques de oxigênio, ele o leva para fora do lar de idosos, mas outros zumbis aparecem e vão em sua direção. Depois de lutar com todos eles, Governador escapa levando dois tanques de oxigênio. Lilly agradece por ele ter se arriscado por sua família, e limpa um ferimento que ele recebeu na cabeça. Ela permite que Meghan fique a sós com o Governador, e os dois iniciam uma conversa. Meghan o questiona sobre como ele conseguiu o tapa-olho. Governador afirma que ele era um pirata e os dois riem. Ele diz que ele vai contar a Meghan a verdade, mas apenas se ela não contar a ninguém.
Mais tarde, Governador está ensinando Meghan como jogar xadrez, quando Lilly revela que David morreu. O Governador ordena que as irmãs saiam do quarto de David, mas Tara quer mais um minuto sozinha para dizer adeus ao seu pai. David reanima como um zumbi e quase morde Tara, mas O Governador consegue salvá-la, atacando a cabeça de David com o tanque de oxigênio que ele trouxe do lar de idosos.
Depois que David é enterrado, Governador queima a foto antiga de sua esposa e filha. Naquela noite, ele vai até o apartamento da família Chambler para dizer adeus, mas Lilly insiste que ele deve ficar. O Governador diz que elas não podem ir embora com ele, mas Lilly revela que ela viu a foto de sua família. Ela admite, ainda, que elas não são como sua velha família, mas que ele tornou-se uma parte deles. Lilly, Tara e Meghan decidem ir embora com O Governador, e os quatro deixam o edifício em um caminhão de entrega estacionado do lado de fora. Depois de acamparem em um lago, o caminhão quebra e todos o abandonam, continuando a andar a pé. Governador e Lilly fazem sexo, começando um relacionamento amoroso. Abaixo da estrada, Tara acaba ferindo sua perna. Quando estão andando na estrada, um grupo de zumbis aparece e eles são obrigados a abandonarem seus pertencem, para fugirem. Tara está machucada, mas Lilly ajuda a irmã a correr, enquanto Meghan fica parada sem reação, apenas observando. O Governador convence Meghan a correr até seus braços, e ele a abraça e foge com ela. A família entra na floresta para despistar os zumbis, mas O Governador e Meghan caem em um buraco grande e profundo, onde há vários zumbis dentro. Meghan se encolhe num canto do buraco, enquanto O Governador mata todos os zumbis com brutalidade, com as próprias mãos. Depois do ocorrido, alguns tiros são ouvidos do lado de fora. O Governador promete a Meghan que ele vai mantê-la a salvo de qualquer coisa que possa prejudicá-la. Em seguida, ele é surpreendido pela chegada de seu ex-capanga, Martinez.

## Produção
Este é o primeiro episódio de toda a série a contar com apenas um personagem principal - neste caso, David Morrissey (O Governador). Além disso, ele é o segundo episódio de toda a série que não apresenta Andrew Lincoln (Rick Grimes) no desenvolvimento da produção. Além de Lincoln, Norman Reedus (Daryl), Steven Yeun (Glenn), Lauren Cohan (Maggie), Chandler Riggs (Carl), Danai Gurira (Michonne), Melissa McBride (Carol) e Scott Wilson (Hershel) também estão ausentes. Apesar disso, eles são abordados nos créditos de abertura. Emily Kinney (Beth), Chad  Coleman (Tyreese), Sonequa Martin-Green (Sasha) e Lawrence Gilliard Jr. (Bob) também estão ausentes, mas são creditados como "também estrelando".

## Recepção

### Classificações
Após a sua exibição original, "Live Bait" ganhou 12.003.000 espectadores e uma classificação de 6,0 entre a faixa dos 18 a 49 anos de idade. Isso ficou bem abaixo dos 12,20 milhões de espectadores do episódio anterior, com uma queda de 0,2 em participação.

### A resposta da crítica
O episódio recebeu críticas positivas dos críticos. Sean McKenna avaliou o episódio com nota 3,3 de 5; comentários positivos por McKenna focaram na humanidade do Governador, em sua nova situação, enquanto comentários negativos foram direcionados para a falta de ação até o final do episódio. Roth Cornet deu ao episódio uma nota 8,3, de 10, e elogiou o desempenho do ator David Morrissey, o mix de ação e história, bem como a qualidade de sonho do episódio; no entanto, Cornet exibiu o conflito sobre o caráter do governador. Zack handlen deu ao episódio uma nota "B-", dizendo que "quase todo momento dramático no episódio cai ... é diferente, mas eu não tenho certeza que é o suficiente".